# 色罪難饒
是一部2010年犯罪驚悚電影，該片翻拍自1978年的邪典電影《我唾棄你的墳墓》。

## 劇情
年輕漂亮的女作家珍妮佛·希爾斯為了開始她的第一部長篇小說，來到一個河邊小鎮尋找靈感。珍妮佛從看門老人厄爾那裏拿了鑰匙，老人還頗為細心地給珍妮佛畫了路線圖，告訴珍妮佛如何到達那裏。珍妮佛路過一處加油站停下來加油，長著絡腮鬍子的男子安迪跟珍妮佛打招呼，珍妮佛禮貌地笑了笑，另一個壯碩的剃著寸頭的男子約翰尼悄悄地靠近珍妮佛，把珍妮佛嚇了一跳，不過珍妮佛還是很有禮貌地回應了約翰尼。交談中，單純的珍妮佛向他們透露自己要去往山林裏的小木屋，而在加油站工作的三名男子似乎都對小木屋的位置很熟悉，約翰尼很耐心地告訴珍妮佛如何到達那裏，然後就是使出了他泡妞的招數，要幫珍妮佛檢查一下發動機，珍妮佛調侃約翰尼這泡妞的手段也太老土了，約翰尼聽到後顯得有些尷尬，加完油，約翰尼想幫珍妮佛蓋好油箱蓋，但珍妮佛不想麻煩約翰尼，兩個人拉扯中不小心踢翻了油桶，引得安迪和胖子史丹利哈哈大笑。此時的約翰尼明顯有些生氣，珍妮佛道了歉後趕忙開車離開。但珍妮佛沒有想到就是這樣一件小事，成為了一個悲劇的開端。
前來維修水喉管的馬修很快對這個美麗又聰慧的女孩流露出愛慕之心，他把這個秘密告訴了他的三個在加油站工作的朋友。
這三個年輕的男子早就對性感的珍妮佛虎視眈眈，在幾次試探之後，他們和馬修一起截住了小船上身穿比基尼的珍妮佛，對她進行了輪姦。在遭受了粗暴的凌辱之後，珍妮佛放棄報案，而是按照自己的意志和方法，將四個男人一個個殺死……

## 演員
- 莎拉·巴特勒（英语：Sarah Butler） 飾 珍妮佛·希爾斯（Jennifer Hills）
- 傑夫·布蘭森（英语：Jeff Branson） 飾 約翰尼（Johnny）
- 丹尼爾·法蘭賽斯（英语：Daniel Franzese） 飾 史丹利（Stanley）
- 羅尼·伊斯曼（英语：Rodney Eastman） 飾 安迪（Andy）
- 查德·林博格 飾 維修工馬修（Matthew）
- 崔西·華特（英语：Tracey Walter） 飾 看門老人厄爾（Earl）
- 安德魯·霍華（英语：Andrew Howard） 飾 斯托奇警長（Sheriff Storch）
- 莫莉·密里根（英语：Mollie Milligan） 飾 斯托奇太太（Mrs. Storch）
- 薩克森·莎比諾（英语：Saxon Sharbino） 飾 夏斯蒂（Chastity）

## 外部連結
- 官方网站
- 官方网站 (Russia)
- 互联网电影数据库（IMDb）上《色罪難饒》的资料（英文）
- AllMovie上《色罪難饒》的资料（英文）
- Box Office Mojo上《色罪難饒》的資料（英文）
- 爛番茄上《色罪難饒》的資料（英文）